# DGT-1000
O DGT-1000 foi um modelo de microcomputador pessoal brasileiro desenvolvido pela Digitus durante a reserva de mercado na década de 1980.
O DGT-1000 era um clone do microcomputador americano TRS-80 Modelo I que usava um microprocessador Z80A com clock de 2,5 MHz e possuía modelos com 16, 48 ou 64 KiB de memória RAM. Sua memória ROM de 16 KiB continha um interpretador da linguagem BASIC compátivel com o BASIC do TRS-80. A Digitus fornecia também como opcional uma placa de expansão contendo o sistema operacional DGP/M, um clone totalmente compatível com o CP/M. Podia ser utilizado com monitores de fósforo verde ou branco, usando 16 linhas de texto e 32 ou 64 colunas, e resolução gráfica de 128x48 pixels. Opcionalmente podia ser acrescido de um adaptador para monitores coloridos com resolução de 192x256 pixels e até 16 cores. Seu modo de armazenamento externo padrão era através de gravadores de fita cassete, podendo entretanto ser acrescido de até quatro leitores de disquetes de 5 e 1/4 de polegadas.
Entre os outros opcionais disponíveis na época estão: modem, impressora, sintetizador de voz, interface para o sistema Videotexto da TELESP ou o sistema Ciranda da Embratel, e um equipamento chamado Digplex, capaz de interconectar até 16 computadores DGT-1000.
A Digitus Comércio e serviços de eletrônica, localiza-se em Belo Horizonte, MG e atualmente trabalha na área de manutenção e solução em informática.